# Kremitzaue
Kremitzaue is een gemeente in de Duitse deelstaat Brandenburg, en maakt deel uit van het Landkreis Elbe-Elster.
Kremitzaue telt 780 inwoners.